# Manuel António Gonçalves de Jesus

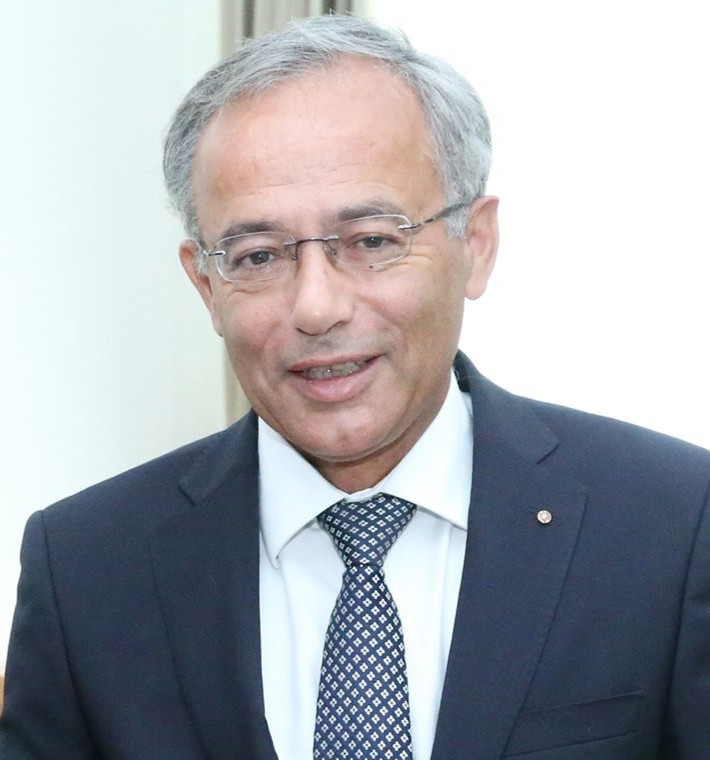
Manuel Gonçalves de Jesus (2017)

Manuel António Gonçalves de Jesus  (* 1955) ist ein Diplomat aus Portugal.

## Leben
Nach seinem Eintritt in den Auswärtigen Dienst des portugiesischen Außenministeriums war er an verschiedenen Stellen tätig. So war er von 1989 bis 1993 erster Sekretär an der portugiesischen Botschaft in Japan, danach wechselte er an die Vertretung Portugals in Südafrika.
Erstmals verantwortlicher Botschafter seines Landes wurde Gonçalves de Jesus, als er am 23. April 2013 als Vertreter  Portugals in Osttimor in der Hauptstadt Dili akkreditiert wurde. Die Unterstützung Osttimors im Unterricht der Portugiesischen Sprache und im wirtschaftlichen Aufbau inklusive des Ausbaus der Handelsbeziehungen bezeichnete er bei seinem Amtsantritt 2013 als Schwerpunkte der Beziehungen.
Er blieb dort bis 2017 im Amt.
Seit dem 6. November 2017 leitet er die portugiesische Botschaft in Seoul, wo er am 20. Dezember 2017 als Portugiesischer Botschafter in Südkorea und damit auch als Vertreter Portugals in Nordkorea akkreditiert wurde.

## Auszeichnungen in Portugal
- Portugiesischer Verdienstorden: Komtur am 2. Dezember 1993 und Großkreuz am 3. April 2013
- Orden des Infanten Dom Henrique: Komtur am 12. Dezember 1995[5]